# Yūzō Maruta
Yuzō Maruta (丸田 祐三, Maruta Yuzō) est un joueur de shogi japonais né le 30 mars 1919 à Nagano dans la préfecture du même nom et mort le 17 février 2015.
Il remporta deux fois le titre d'Oza (en 1960 et 1965), trois fois la coupe NHK et disputa quatre finales de tournois majeurs du shogi, dont une finale pour le titre de Meijin (en 1961). Il fut président de la Fédération japonaise de shogi de 1969 à 1973.

## Biographie et carrière
Devenu joueur professionnel après la Seconde Guerre mondiale, Yuzō Maruta remporta :
- le tournoi Saikyo Shaketeisen (tournoi des 7e, 8e et 8e dan, ancêtre du tournoi Kio) en battant Shigeyuki Matsuda.en 1954 ;
- trois fois la Coupe NHK en 1959, 1965 et 1968 (il fut également finaliste en 1952) ;
- deux fois le titre d'Oza : en 1960 et 1965 (il disputa également à la finale en 1953 et 1966).

Il perdit quatre finales de titres majeurs pour :
- le titre d'Osho en 1952 contre Yasuharu Oyama) ;
- le titre de Meijin en 1961 contre Yasuharu Oyama ;
- le tournoi Oi en 1961 contre le même adversaire.

Il a été classé 9e dan à partir de 1973.